# ام‌وی آنجلن
ام‌وی آنجلن (به انگلیسی: MV Angeln) یک کشتی است که طول آن ۱۳۲٫۵۷ متر (۴۳۴ فوت ۱۱ اینچ) و ارتفاع آن ۳۳٫۲۰ متر (۱۰۸ فوت ۱۱ اینچ) می‌باشد. این کشتی در سال ۲۰۰۴ ساخته شد.